# Fegyházbüntetés
A fegyházbüntetés: a szabadságvesztés büntetés fegyház fokozatban történő végrehajtási módja, illetve annak tartama.
A fegyházat, – mint végrehajtási fokozatot – a bíróság  határozza meg az ítéletében. A fokozat végrehajtására szolgáló intézetet a büntetés-végrehajtás (BvOP) illetékes szervezeti egysége jelöli ki.
A fegyházbüntetés végrehajtása során az elítélt
- életrendje részleteiben is meghatározott, állandó irányítás és ellenőrzés alatt áll,
- a büntetés-végrehajtási intézeten belül is csak engedéllyel és felügyelet mellett járhat,
- külső munkában kivételesen vehet részt, ha a külvilágtól a munkavégzés alatt is elkülöníthető.

Ha az elítélt a fegyházban végrehajtandó szabadságvesztéséből legalább egy évet kitöltött, kivételesen engedélyezhető, hogy:
- a büntetés-végrehajtási intézetben, vagy annak meghatározott területén felügyelet nélkül, ellenőrzés mellett járjon, és
- a büntetés-végrehajtási intézeten kívüli munkában részt vegyen.

Azt az elítéltet, aki a büntetését fegyház fokozatban tölti és a  szabadságvesztésből legalább öt évet  kitöltött, a társadalomba való beilleszkedése érdekében, a várható szabadulása előtt legfeljebb két évvel átmeneti csoportba lehet helyezni.